# Omero Cambi
Omero Cambi (Firenze, 21 maggio 1902 – Colleferro, 20 marzo 1965) è stato un giornalista e poeta italiano.

## Biografia

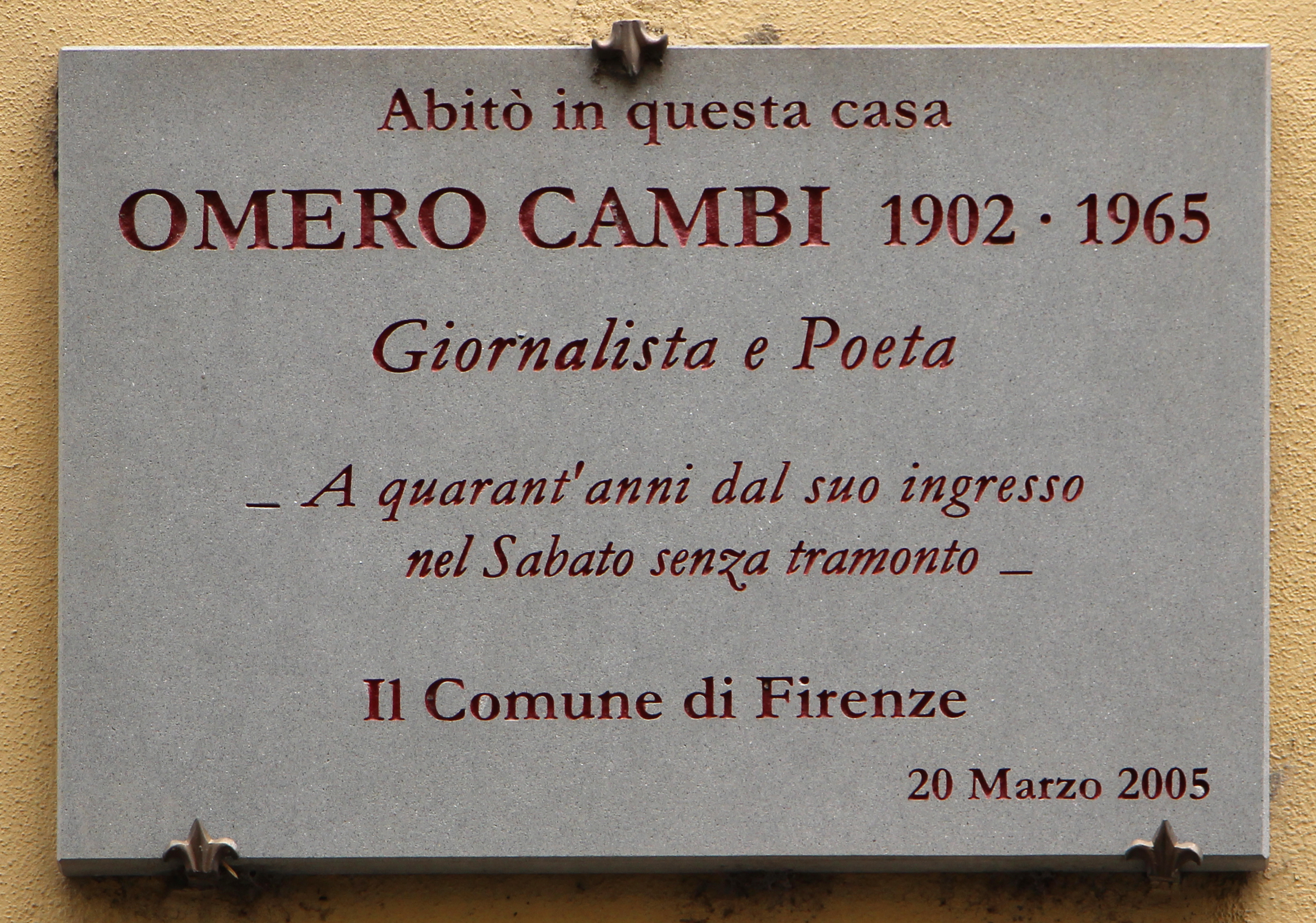
Lapide a Omero Cambi (2005), Firenze, via dello Sprone

Omero Cambi è stato il primo caporedattore dei servizi giornalistici della sede Rai di Firenze, dal 1944 al 1965, guidando sia l'informazione radiofonica (Gazzettino Toscano), sia, dal 1954, quella televisiva.

Ha commentato i fatti politici dal microfono, con lo pseudonimo di Tancredi, e ideato e diretto la rubrica radiofonica Il grillo canterino.
Come giornalista ha anche diretto alcune pubblicazioni di ispirazione cattolica, fra le quali il settimanale della Dc fiorentina Il popolo libero.
Attivo partecipante della vita politica italiana, e fermo oppositore del fascismo, è stato segretario organizzativo provinciale della Dc.
Accanto a quella giornalistica e politica ha avuto un'intensa attività anche in campo letterario. Ha scritto poesie raccolte in tre volumi e tradotte in varie lingue e ha svolto attività di critico.
Numerosi i riconoscimenti ricevuti in ambito nazionale fra i quali il premio Gastaldi di Milano, il premio di poesia Bacchica a Siena, il premio Vallombrosa e il Fauno di Firenze. Le sue poesie figurano in numerose antologie italiane, tra le quali Il sonetto italiano, Liriche d'amore e Il segno.
La sua attività preminente, negli ultimi anni, è stata quella di traduttore. Ha lavorato per l'Istituto francese di Grenoble e per l'Accademia dei poeti di Roma, con traduzioni, anche di inediti, di Guillaume Apollinaire, Stéphane Mallarmé, Jean Cocteau, Arthur Rimbaud, Raymond Queneau e soprattutto Cendras. Tali lavori gli hanno valso letture in Campidoglio e pubblicazioni su Letteratura, Mercure de France e in fascicoli stampati a cura dello stesso istituto francese.
Durante gli anni di servizio alla Rai di Firenze ha lanciato alcuni giovani giornalisti che si sono poi affermati in ambito nazionale, come Paolo Bellucci, Marcello Giannini, Gianfranco Pancani, Amerigo Gomez e Massimo Valentini
Per i suoi meriti di giornalista e di poeta è stato nominato Cavaliere della Repubblica.
Il figlio Marcello, la figlia Mariella ed il nipote Omero hanno intrapreso la sua stessa attività professionale.